# 28-й корпус ППО (СРСР)
28-й корпус протиповітряної оборони (28 кППО, в/ч 78488) — оперативно-тактичне з'єднання Військ протиповітряної оборони Збройних сил СРСР, що існувало у 1954—1992 роках. Штаб корпусу був розташований у м. Львів. Корпус перебував у складі 8-ї окремої армії ППО.
У 1992 році корпус перейшов під юрисдикцію України як 28-й корпус ППО Збройних сил України.

## Історія
У 1951 році було створено 3-тє Управління протиповітряної оборони. 1954 року 3-тє Управління ППО (в/ч 78488) реорганізоване у Львівський корпус протиповітряної оборони в складі Прикарпатського військового округу (ПрикВО) - наказ МО СРСР №0075 від 14.06.1954 р, наказ командира корпусу №01 від 22.09.1954 р.
1 травня 1960 року Управління Львівського корпусу ППО перейменовано в Управління 28-го корпусу ППО. Управління 28 кППО разом з частинами, які входили до складу корпусу, включено до складу 8-ї окремої армії ППО (Директива ГК Військ ППО від 24.03.1960 року).
У складі 8-ї окремої армії ППО, 28 кППО перебував з травня 1960 р. до квітня 1980 року. Згодом, повторно у період 24.01.92 – 01.06.92. 
З квітня 1980 і до березня 1986 р., 28-й корпус ППО був у складі ВПС ПрикВО. У період з березня 1986 р. до 24 січня 1992 року, тимчасово перебував у складі  2-ї окремої армії ППО (штаб армії – м. Мінськ, Білоруська РСР). 
1 лютого 1992 року, у виконання рішень Верховної Ради та Указів Президента України, 28 кППО прийнятий до складу 8 ОА ППО з частинами забезпечення, що дислокуються на території України.
1 червня 1992 року Управління 28 кППО перетворене в Управління Західного району ППО України (в/ч А0150).

## Склад
1954 рік
- 38-й вузол зв'язку
- 540-й зенітний артилерійський полк (м. Львів)
- 1563-й зенітний артилерійський полк (м. Дрогобич)
- 856-й зенітний артилерійський полк (м. Могилів-Подільський)
- 22-й радіотехнічний полк повітряного спостереження, оповіщення і зв'язку (м. Львів)
- 23-й радіотехнічний полк повітряного спостереження, оповіщення і зв'язку (м. Чернівці)
- 83-й окремий радіотехнічний батальйон повітряного спостереження, оповіщення і зв'язку (м. Тернопіль)
- 126-й окремий радіотехнічний батальйон повітряного спостереження, оповіщення і зв'язку (м. Мукачево)

1960 рік
- 179-й винищувальний авіаційний полк (в/ч 21815, м. Стрий)
- 147-й окремий батальйон авіаційно-технічного забезпечення (в/ч 13682)
- 250-й зенітний артилерійський полк (в/ч 51852, м. Луцьк) - тимчасово
- 254-й зенітний артилерійський полк (в/ч 14951, м. Мукачево)
- 312-й зенітний артилерійський полк (в/ч 67988, м. Надвірна)
- 521-й зенітний артилерійський полк (в/ч 51838, м. Борщів)
- 540-й зенітний ракетний полк (в/ч 04144, м. Львів)

1974-1980 роки
- 1-ша радіотехнічна бригада (Липники)
- 179-й винищувальний авіаційний полк ППО (м. Стрий)
- 254-й зенітний ракетний полк (м. Мукачево)
- 270-й зенітний ракетний полк (м. Стрий)
- 312-й зенітний ракетний полк (м. Надвірна)
- 438-й зенітний ракетний полк (м. Ковель)
- 521-й зенітний ракетний полк (м. Борщів)
- 540-й зенітний ракетний полк (м. Каменка-Бузька)
- 1282-й зенітний ракетний полк (м. Луцьк)
- 38-й центр зв'язку (Львів)
- 87-й окремий батальйон авіаційно-технічного забезпечення
- 327-ма окрема рота зв'язку, радіонавігації і посадки літаків (в/ч 44218)

1992 рік
- 1-ша радіотехнічна бригада (Липники)
- 179-й винищувальний авіаційний полк ППО (в/ч 23815, м. Стрий)
- 894-й винищувальний авіаційний полк ППО (в/ч 23257, смт Озерне)
- 254-й зенітний ракетний полк (в/ч 14951, м. Мукачево)
- 270-й зенітний ракетний полк (в/ч 12242, м. Стрий)
- 438-й зенітний ракетний полк (в/ч 40876, м. Ковель)
- 521-й зенітний ракетний полк (в/ч 51838, м. Борщів)
- 540-й зенітний ракетний полк (в/ч 04144, м. Каменка-Бузька)
- 17-й батальйон радіоелектронної боротьби
- 38-й комунікаційний центр (Львів)

## Командири корпусу
- (1954—1961) генерал-майор авіації Кривко Володимир Андрійович
- (1961—1966) генерал-майор авіації Абрамов Володимир Микитович
- (1966—1967) генерал-майор авіації Коротченко Олександр Дем'янович
- (1967—1970) генерал-майор авіації Меркулов Володимир Іванович
- (1970—1972) генерал-майор артилерії Гончаров Леонід Михайлович
- (1972—1973) генерал-майор артилерії Бошняк Юрій Михайлович
- (1973—1979) генерал-майор артилерії Абрамов Євген Васильович
- (1979—1982) генерал-майор артилерія Філяков Анатолій Андрійович
- (1982—1987) генерал-майор артилерії Зенченко Володимир Іванович
- (1987) генерал-майор Міфтахов Ільмас Нуртдинович
- (1987—1991) генерал-майор Осипов Віктор Тихонович
- (1991—1992) генерал-майор Оліфіров Олександр Федорович